# Irina Bulmaga
Irina Bulmaga född 11 november 1993 
är en Moldavienfödd rumänsk schackspelare. Hon har erhållit FIDE-titeln Woman Grand Master (2012) och International Master (2013).
Mellan 2001 och 2009 vann Bulmaga flera moldaviska flickmästerskap i olika ålderskategorier. Hon vann priser vid schackvärldsmästerskapen 2005, 2006 och 2007. 2007 och 2008 vann hon Moldovas damschackmästerskap. Sedan 2009 har hon representerat Rumänien. 2010 vann hon det rumänska mästerskapet för blixtschack för kvinnor. År 2014 vann hon den sjunde upplagan av den årliga kvinnornas internationella turnering "Maria Albulet Memorial", som ägde rum i Brăila.  År 2019 var hon bästa kvinna i Riga Technical University Open.
Hon har representerat Rumänien vid fem schackolympiader (2008, 2010, 2012, 2014, 2016), vann bronsmedaljen 2014 och även vid tre europeiska schackmästerskap mellan lagen (2011—2015). Hon har också representerat Rumänien i damlaget i VM 2013.
Hennes syster, Elena Bulmaga, är också schackspelare.